# Dinko Vrabac
Dinko Vrabac (Velika Kladuša, 28. siječnja 1963.), bivši bosanskohercegovački nogometaš. Brat Damira Vrapca. Igrao za više bosanskohercegovačkih i slovenskih klubova.

## Životopis
Rođen u Jajcu. Karijeru je počeo u Sarajevu. Igrao u Rudaru iz Kaknja. S Rudarom je sezone 
1984./85. godine osvojio treće mjesto u tadašnjoj jakoj Republičkoj ligi. Postigao je 14 golova. Potom u Iskri iz Bugojna. nastavio u Čeliku iz Zenice. Karijeru je nastavio u Sloveniji, u ljubljanskoj Olimpiji. 1991. se vratio u Sarajevo, a sljedeće godine opet je u Sloveniji gdje igra u Ljubljani i Primorju iz Ajdovščine.

## Vanjske poveznice
- Prva liga (slo.)
- NK Olimpija (slo.)